# Погорелка (Красноярский край)
Погорелка — деревня в Емельяновском районе Красноярского края. Входит в состав Устюгского сельсовета.

## География
Деревня находится в центральной части края, в пределах подтаёжно-лесостепного района лесостепной зоны, на левом берегу реки Сухой Бузим, к востоку от автодороги 04К-044, на расстоянии приблизительно 24 километров (по прямой) к северо-востоку от посёлка городского типа Емельяново, административного центра района. Абсолютная высота — 212 метров над уровнем моря.
Климат
Климат характеризуется как резко континентальный, с продолжительной морозной зимой и коротким тёплым летом. Средняя температура воздуха самого тёплого месяца (июля) составляет 19 °C (абсолютный максимум — 38 °C); самого холодного (января) — −16 °C (абсолютный минимум — −53 °C). Продолжительность безморозного периода составляет в среднем 95 — 115 дней. Среднегодовое количество атмосферных осадков составляет 430—680 мм, из которых большая часть выпадает в летний период.

## История
Основана в 1738 году. По данным 1926 года в селе Погорельском имелось 214 хозяйств и проживал 1161 человек (575 мужчин и 586 женщины). В национальном составе населения того периода преобладали русские. Функционировали школа I ступени, изба-читальня и лавка общества потребителей. В административном отношении являлась центром Погорельского сельсовета Сухобузимского района Красноярского округа Сибирского края.

## Население
| 2010 |
| ---- |
| 183  |

Половой состав
По данным Всероссийской переписи населения 2010 года в гендерной структуре населения мужчины составляли 44,8 %, женщины — соответственно 55,2 %.
Национальный состав
Согласно результатам переписи 2002 года, в национальной структуре населения русские составляли 88 % из 257 чел.